# Fanon (Album)
Fanon ist ein Musikalbum der Formation Tarbaby mit den Gastmusikern Oliver Lake und Marc Ducret. Die im September 2011 im Brooklyn Recording Studio and Systems Two Studio, Brooklyn, entstandenen Aufnahmen erschienen 2013 auf RogueArt.

## Hintergrund
Tarbaby ist das Trio des Pianisten Orrin Evans mit dem Bassisten Eric Revis und dem Schlagzeuger Nasheet Waits. Beim Album Fanon waren als besondere Gäste der Saxophonist Oliver Lake (der bereits bei The End of Fear mit der Band zusammengearbeitet hatte) und der Gitarrist Marc Ducret für die Studiosession eingeladen. Tarbaby erhielt für das Projekt, das von den Schriften Frantz Fanons (1925–1961), des auf Martinique geborenen afrofranzösischen Psychiaters, Schriftstellers und Politikers, inspiriert war, ein Stipendium des französisch-amerikanischen Kulturaustauschs der Mid-Atlantic Arts Foundation.

## Titelliste
- Tarbaby with Special Guests Oliver Lake & Marc Ducret: Fanon (RogueArt ROG-048)[2]

1. Small Pieces... Tiny Pieces (Ben Wolfe, William McHenry, Eric Revis) 1:31
2. Black Skin White Mask (Eric Revis) 5:34
3. Fanon (Oliver Lake) 7:44
4. Between Nothingness and Infinity (Nasheet Waits) 7:25
5. The Re-Created Man (Marc Ducret, Oliver Lake) 0:58
6. Is It Real (Oliver Lake) 6:49
7. O My Body (Eric Revis, Nasheet Waits, Orrin Evans) 4:28
8. Liberation Blues (Orrin Evans) 5:56
9. FLN Stomp (Marc Ducret, Oliver Lake) 2:01
10. ...Shall We Not Revenge? (Marc Ducret) 6:33
11. One Destiny (Eric Revis, Nasheet Waits, Orrin Evans) 3:22

## Rezeption

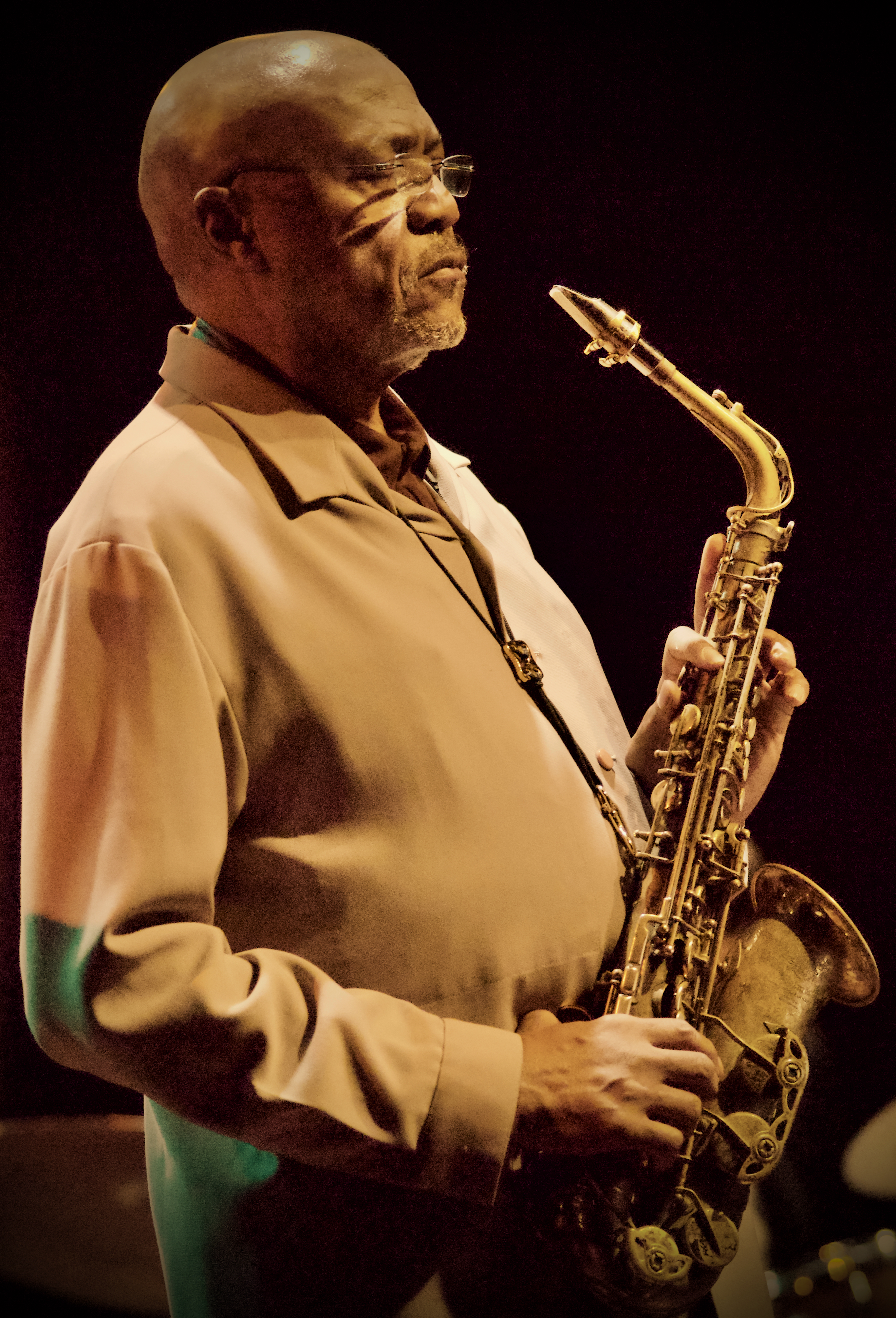
Oliver Lake bei einem Auftritt mit Tarbaby im BIMhuis Amsterdam, 2014

Nach Ansicht von John Sharpe, der das Album in All About Jazz rezensierte, behält das Trio Tarbaby auch auf seinem vierten Album seine traditions- und zugleich zukunftsorientierte Ästhetik bei. Nach dem Eröffnungsstück „Small Pieces, Tiny Pieces“, in dem ein Kind eine Geschichte voller Schrecken und Brutalität aus Fanons „Aspekte der Algerischen Revolution“ (1961) erzählt, ist der Einfluss des Widmungsträgers jedoch eher in den Songtiteln als im Inhalt erkennbar. Grafische Extreme von Wut und Gewalt würden in den schwungvollen Stücken, die von der gesamten Band stammen, keine große Rolle spielen. Sogar „The Re-Created Man“ und „FLN Stomp“ – die beiden kurzen Duo-Beiträge der beiden Gäste – zeigten eher ein sprunghaftes Zusammenspiel als das ausgedehnte, frei gestaltete Chaos, zu dem sie fähig seien. An anderer Stelle würden drei Stücke dazu dienen, die Talente des dreiköpfigen Kernteams hervorzuheben.
Thematisch, ohne aufdringlich zu sein, sei Fanon eine lockere Hommage an die revolutionären Konzepte des Psychiaters und Autors Frantz Fanon, meint Ken Waxman (JazzWQord). Mit nur kurzen gesprochenen Passagen als Einleitung und Finale sei dieses Album jedoch eine bewundernswerte Demonstration fein geschliffener, ausdrucksstarker Musik, nicht einfach nur Agitprop. Ironischerweise zeuge sie auch von klanglicher Zusammenarbeit: Die Beiträge zweier Gäste, des Altsaxophonisten Oliver Lake, einem Gründungsmitglied der Black Artists Group, und des Gitarristen Marc Ducret aus Frankreich, der damaligen Kolonialmacht, gegen die die FLN kämpfte, würden diesem Programm Kraft und Raffinesse verleihen. Tarbaby swinge durchweg selbstbewusst, doch diese Fähigkeit, genau zu wissen, wo man eine Blues-Piano-Note platzieren, einen gestrichenen Bass erzittern lassen oder eine Schlagzeugbombe abwerfen muss, werde noch tiefgreifender, wenn man sie beispielsweise mit Lakes singenden Tönen in „Is It Real“ oder Ducrets bedrohlichen Gitarrenklängen im architektonischen Zentrum von „…Shall We Not Revenge?“ kombiniere.